# LLDB
LLDB とは、ソフトウェアデバッガの一つである。LLDB プロジェクトは LLVM プロジェクトの一部として開発が行われており、LLDB は LLVM プロジェクトにより開発されているライブラリ群、例えば Clang 表式解析器や LLVM 逆アセンブラなどを大いに活用した、再利用可能なコンポーネントの集まりとしてビルドされる。
LLDB プロジェクトに含まれるコードは、LLVM プロジェクトの別の部分と同じく、イリノイ大学/NCSAオープンソースライセンスと呼ばれる許容型自由ソフトウェアライセンスの下に配布される、FOSS である。バージョン9.0.0からはライセンスがLLVM例外付きApache License 2.0に変更された。

## 現状
LLDB は開発初期段階にあるが、C, Objective-C, C++,  Swift 言語で書かれたプログラムの基本的なデバッグをサポートする程度には成熟している。
LLDB は macOS, Linux, FreeBSD, NetBSD, Windows 上で動作することが知られており、i386, x86-64, ARM 命令セットをサポートする。Xcode 5以降ではデフォルトデバッガとして利用されている。

## 参照項目
1. ↑  "LLVM 20.1.5"; 閲覧日: 2025年5月15日; 出版日: 2025年5月14日.
2. ↑  "LLVM Release License"
3. 1 2  “LICENSE.TXT”.   llvm.org. 2019年9月24日閲覧。
4. ↑  “LLDB is Coming to Windows”. LLVM Project Blog (2015年1月20日). 2017年12月13日閲覧。
5. ↑  “LLDB Status”. 2013年3月4日閲覧。